# Thais kiosquiformis
Thais kiosquiformis är en snäckart som först beskrevs av Pierre Louis Duclos 1832.  Thais kiosquiformis ingår i släktet Thais och familjen purpursnäckor. Inga underarter finns listade i Catalogue of Life.